# Домбаев, Карп Савельевич
Ка́рп Саве́льевич Домба́ев (арм. Կարպ Սավելիի Դոմբաև; 8 (21) марта 1910, Царицын — 28 марта 2000, Москва) — армянский скрипач и музыкальный педагог. По национальности армянин. Брат Григория Домбаева. Карпа Савельевича считают отцом скрипичной школы Армении. Заслуженный деятель искусств Армянской ССР (1957).

## Биография
Учился в Ростове-на-Дону у Ильи Зелихмана, затем в его же классе в Ленинградской консерватории, окончил в 1937 г. Московскую консерваторию по классу Бориса Сибора.
С 1940 г. преподавал в Ереванской консерватории имени Комитаса, с 1954 г. профессор. Некоторые называют его «основателем армянской скрипичной школы».
Одновременно в 1963—1971 гг. преподавал и в Бакинской консерватории имени Гаджибекова. Среди учеников Домбаева — композиторы Фарханг Гусейнов и Гагик Овунц, скрипачи Рубен Агаронян, Жан Тер-Меркерян и Анаит Цицикян, музыкальный педагог Пётр Айказян.
Перелагал для скрипки и фортепиано сочинения армянских композиторов.
Заслуженный деятель искусств Армянской ССР (1957). В 1997 г. награждён орденом Святого Месропа Маштоца.